# ويليام رايت (سياسي بريطاني)
ويليام رايت (بالإنجليزية: William Wright)‏ هو شخصية أعمال وسياسي بريطاني، ولد في 1925. حزبياً، نشط في الحزب التقدمي الوحدوي الطليعي ‏.